# Eleições presidenciais portuguesas de 2001 no distrito de Évora
| Eleições presidenciais portuguesas de 2001 Distritos: Aveiro \| Beja \| Braga \| Bragança \| Castelo Branco \| Coimbra \| Évora \| Faro \| Guarda \| Leiria \| Lisboa \| Portalegre \| Porto \| Santarém \| Setúbal \| Viana do Castelo \| Vila Real \| Viseu \| Açores \| Madeira \| Estrangeiro |

## Resultados por Concelho
Os resultados nos concelhos do Distrito de Évora foram os seguintes:

### Alandroal
| Candidato               | Candidato                  | Votos | %               |
| ----------------------- | -------------------------- | ----- | --------------- |
|                         | Jorge Sampaio              | 1 783 | 65,12 / 100,00  |
|                         | António Abreu              | 542   | 19,80 / 100,00  |
|                         | Joaquim Ferreira do Amaral | 336   | 12,27 / 100,00  |
|                         | Fernando Rosas             | 57    | 2,08 / 100,00   |
|                         | António Garcia Pereira     | 20    | 0,73 / 100,00   |
| Votos Inválidos         | Votos Inválidos            | 44    | 1,58 / 100,00   |
| Total                   | Total                      | 2 782 | 100,00 / 100,00 |
| Eleitorado/Participação | Eleitorado/Participação    | 5 998 | 46,38 / 100,00  |

### Arraiolos
| Candidato               | Candidato                  | Votos | %               |
| ----------------------- | -------------------------- | ----- | --------------- |
|                         | Jorge Sampaio              | 2 218 | 61,97 / 100,00  |
|                         | António Abreu              | 724   | 20,23 / 100,00  |
|                         | Joaquim Ferreira do Amaral | 524   | 14,64 / 100,00  |
|                         | Fernando Rosas             | 85    | 2,37 / 100,00   |
|                         | António Garcia Pereira     | 58    | 0,78 / 100,00   |
| Votos Inválidos         | Votos Inválidos            | 88    | 2,40 / 100,00   |
| Total                   | Total                      | 3 667 | 100,00 / 100,00 |
| Eleitorado/Participação | Eleitorado/Participação    | 6 649 | 55,15 / 100,00  |

### Borba
| Candidato               | Candidato                  | Votos | %               |
| ----------------------- | -------------------------- | ----- | --------------- |
|                         | Jorge Sampaio              | 2 591 | 70,64 / 100,00  |
|                         | Joaquim Ferreira do Amaral | 616   | 16,79 / 100,00  |
|                         | António Abreu              | 335   | 9,13 / 100,00   |
|                         | Fernando Rosas             | 97    | 2,64 / 100,00   |
|                         | António Garcia Pereira     | 29    | 0,79 / 100,00   |
| Votos Inválidos         | Votos Inválidos            | 62    | 1,66 / 100,00   |
| Total                   | Total                      | 3 730 | 100,00 / 100,00 |
| Eleitorado/Participação | Eleitorado/Participação    | 6 822 | 54,68 / 100,00  |

### Estremoz
| Candidato               | Candidato                  | Votos  | %               |
| ----------------------- | -------------------------- | ------ | --------------- |
|                         | Jorge Sampaio              | 4 387  | 63,20 / 100,00  |
|                         | Joaquim Ferreira do Amaral | 1 775  | 25,57 / 100,00  |
|                         | António Abreu              | 514    | 7,41 / 100,00   |
|                         | Fernando Rosas             | 192    | 2,77 / 100,00   |
|                         | António Garcia Pereira     | 73     | 1,05 / 100,00   |
| Votos Inválidos         | Votos Inválidos            | 184    | 2,58 / 100,00   |
| Total                   | Total                      | 7 125  | 100,00 / 100,00 |
| Eleitorado/Participação | Eleitorado/Participação    | 13 858 | 51,41 / 100,00  |

### Évora
| Candidato               | Candidato                  | Votos  | %               |
| ----------------------- | -------------------------- | ------ | --------------- |
|                         | Jorge Sampaio              | 14 185 | 62,56 / 100,00  |
|                         | Joaquim Ferreira do Amaral | 5 364  | 23,65 / 100,00  |
|                         | António Abreu              | 2 089  | 9,21 / 100,00   |
|                         | Fernando Rosas             | 760    | 3,35 / 100,00   |
|                         | António Garcia Pereira     | 278    | 1,23 / 100,00   |
| Votos Inválidos         | Votos Inválidos            | 637    | 2,73 / 100,00   |
| Total                   | Total                      | 23 313 | 100,00 / 100,00 |
| Eleitorado/Participação | Eleitorado/Participação    | 46 059 | 50,62 / 100,00  |

### Montemor-o-Novo
| Candidato               | Candidato                  | Votos  | %               |
| ----------------------- | -------------------------- | ------ | --------------- |
|                         | Jorge Sampaio              | 5 135  | 56,19 / 100,00  |
|                         | António Abreu              | 2 285  | 25,00 / 100,00  |
|                         | Joaquim Ferreira do Amaral | 1 456  | 15,93 / 100,00  |
|                         | Fernando Rosas             | 201    | 2,20 / 100,00   |
|                         | António Garcia Pereira     | 62     | 0,68 / 100,00   |
| Votos Inválidos         | Votos Inválidos            | 148    | 1,59 / 100,00   |
| Total                   | Total                      | 9 287  | 100,00 / 100,00 |
| Eleitorado/Participação | Eleitorado/Participação    | 16 113 | 57,64 / 100,00  |

### Mora
| Candidato               | Candidato                  | Votos | %               |
| ----------------------- | -------------------------- | ----- | --------------- |
|                         | Jorge Sampaio              | 1 533 | 55,30 / 100,00  |
|                         | Joaquim Ferreira do Amaral | 574   | 20,71 / 100,00  |
|                         | António Abreu              | 574   | 20,71 / 100,00  |
|                         | Fernando Rosas             | 67    | 2,42 / 100,00   |
|                         | António Garcia Pereira     | 24    | 0,87 / 100,00   |
| Votos Inválidos         | Votos Inválidos            | 59    | 2,09 / 100,00   |
| Total                   | Total                      | 2 831 | 100,00 / 100,00 |
| Eleitorado/Participação | Eleitorado/Participação    | 5 434 | 52,10 / 100,00  |

### Mourão
| Candidato               | Candidato                  | Votos | %               |
| ----------------------- | -------------------------- | ----- | --------------- |
|                         | Jorge Sampaio              | 791   | 65,75 / 100,00  |
|                         | Joaquim Ferreira do Amaral | 307   | 25,52 / 100,00  |
|                         | António Abreu              | 63    | 5,24 / 100,00   |
|                         | Fernando Rosas             | 32    | 2,66 / 100,00   |
|                         | António Garcia Pereira     | 10    | 0,83 / 100,00   |
| Votos Inválidos         | Votos Inválidos            | 25    | 2,04 / 100,00   |
| Total                   | Total                      | 1 228 | 100,00 / 100,00 |
| Eleitorado/Participação | Eleitorado/Participação    | 2 598 | 47,27 / 100,00  |

### Portel
| Candidato               | Candidato                  | Votos | %               |
| ----------------------- | -------------------------- | ----- | --------------- |
|                         | Jorge Sampaio              | 1 655 | 60,29 / 100,00  |
|                         | António Abreu              | 710   | 25,87 / 100,00  |
|                         | Joaquim Ferreira do Amaral | 304   | 11,07 / 100,00  |
|                         | Fernando Rosas             | 62    | 2,26 / 100,00   |
|                         | António Garcia Pereira     | 14    | 0,51 / 100,00   |
| Votos Inválidos         | Votos Inválidos            | 47    | 1,68 / 100,00   |
| Total                   | Total                      | 2 792 | 100,00 / 100,00 |
| Eleitorado/Participação | Eleitorado/Participação    | 6 296 | 44,35 / 100,00  |

### Redondo
| Candidato               | Candidato                  | Votos | %               |
| ----------------------- | -------------------------- | ----- | --------------- |
|                         | Jorge Sampaio              | 1 737 | 64,96 / 100,00  |
|                         | Joaquim Ferreira do Amaral | 511   | 19,11 / 100,00  |
|                         | António Abreu              | 293   | 10,96 / 100,00  |
|                         | Fernando Rosas             | 94    | 3,52 / 100,00   |
|                         | António Garcia Pereira     | 39    | 1,46 / 100,00   |
| Votos Inválidos         | Votos Inválidos            | 63    | 2,30 / 100,00   |
| Total                   | Total                      | 2 737 | 100,00 / 100,00 |
| Eleitorado/Participação | Eleitorado/Participação    | 6 724 | 40,70 / 100,00  |

### Reguengos de Monsaraz
| Candidato               | Candidato                  | Votos | %               |
| ----------------------- | -------------------------- | ----- | --------------- |
|                         | Jorge Sampaio              | 2 831 | 69,40 / 100,00  |
|                         | Joaquim Ferreira do Amaral | 812   | 19,91 / 100,00  |
|                         | António Abreu              | 271   | 6,64 / 100,00   |
|                         | Fernando Rosas             | 123   | 3,02 / 100,00   |
|                         | António Garcia Pereira     | 42    | 1,03 / 100,00   |
| Votos Inválidos         | Votos Inválidos            | 119   | 2,84 / 100,00   |
| Total                   | Total                      | 4 198 | 100,00 / 100,00 |
| Eleitorado/Participação | Eleitorado/Participação    | 9 277 | 45,25 / 100,00  |

### Vendas Novas
| Candidato               | Candidato                  | Votos  | %               |
| ----------------------- | -------------------------- | ------ | --------------- |
|                         | Jorge Sampaio              | 2 865  | 56,41 / 100,00  |
|                         | Joaquim Ferreira do Amaral | 1 181  | 23,25 / 100,00  |
|                         | António Abreu              | 833    | 16,40 / 100,00  |
|                         | Fernando Rosas             | 147    | 2,89 / 100,00   |
|                         | António Garcia Pereira     | 53     | 1,04 / 100,00   |
| Votos Inválidos         | Votos Inválidos            | 130    | 2,50 / 100,00   |
| Total                   | Total                      | 5 209  | 100,00 / 100,00 |
| Eleitorado/Participação | Eleitorado/Participação    | 10 100 | 51,57 / 100,00  |

### Viana do Alentejo
| Candidato               | Candidato                  | Votos | %               |
| ----------------------- | -------------------------- | ----- | --------------- |
|                         | Jorge Sampaio              | 1 300 | 60,66 / 100,00  |
|                         | António Abreu              | 432   | 20,16 / 100,00  |
|                         | Joaquim Ferreira do Amaral | 314   | 14,65 / 100,00  |
|                         | Fernando Rosas             | 75    | 3,50 / 100,00   |
|                         | António Garcia Pereira     | 22    | 1,03 / 100,00   |
| Votos Inválidos         | Votos Inválidos            | 46    | 2,10 / 100,00   |
| Total                   | Total                      | 2 189 | 100,00 / 100,00 |
| Eleitorado/Participação | Eleitorado/Participação    | 5 101 | 42,91 / 100,00  |

### Vila Viçosa
| Candidato               | Candidato                  | Votos | %               |
| ----------------------- | -------------------------- | ----- | --------------- |
|                         | Jorge Sampaio              | 2 171 | 63,22 / 100,00  |
|                         | Joaquim Ferreira do Amaral | 840   | 24,46 / 100,00  |
|                         | António Abreu              | 305   | 8,88 / 100,00   |
|                         | Fernando Rosas             | 88    | 2,56 / 100,00   |
|                         | António Garcia Pereira     | 30    | 0,87 / 100,00   |
| Votos Inválidos         | Votos Inválidos            | 100   | 2,83 / 100,00   |
| Total                   | Total                      | 3 534 | 100,00 / 100,00 |
| Eleitorado/Participação | Eleitorado/Participação    | 7 392 | 47,81 / 100,00  |